# Daily Cooper
Daily Cooper Gaspar (* 11. März 2002 in Camagüey) ist eine kubanische Leichtathletin, die sich auf den Mittelstreckenlauf spezialisiert hat.

## Sportliche Laufbahn
Erste internationale Erfahrungen sammelte Daily Cooper im Jahr 2019, als sie bei den U20-Panamerikameisterschaften in San José in 2:10,92 min den sechsten Platz im 800-Meter-Lauf gelangte und mit 4:48,29 min auf den zehnten Platz über 1500 Meter gelangte. 2021 wurde sie bei den U20-Weltmeisterschaften in Nairobi im Vorlauf über 800 Meter disqualifiziert und anschließend siegte sie in 2:08,62 min über diese Distanz bei den erstmals ausgetragenen Panamerikanischen Juniorenspielen in Cali. Im Jahr darauf wurde sie bei den Ibero-Amerikanischen Meisterschaften in La Nucia in der Vorrunde disqualifiziert und anschließend siegte sie in 2:05,41 min bei den U23-Karibikspiele in Guadeloupe. Zudem belegte sie bei den NACAC-Meisterschaften in Freeport in 2:04,81 min den fünften Platz. 2023 gewann sie bei den Zentralamerika- und Karibikspielen in San Salvador in 4:11,25 min die Bronzemedaille über 1500 Meter hinter der Venezolanerin Joselyn Brea und ihrer Landsfrau Sahily Diago. Im November musste sie sich dann bei den Panamerikanischen Spielen in Santiago de Chile mit 4:11,86 min nur der Venezolanerin Brea geschlagen geben. Im Jahr darauf schied sie bei den Olympischen Sommerspielen in Paris mit 1:58,39 min im Halbfinale über 800 Meter aus und verpasste mit der kubanischen 4-mal-400-Meter-Staffel mit 3:33,99 min den Finaleinzug.
2022 wurde Cooper kubanische Meisterin im 1500-Meter-Lauf sowie 2024 in der 4-mal-400-Meter-Staffel.

## Persönliche Bestleistungen
- 800 Meter: 1:58,39 min, 4. August 2024 in Paris
- 1500 Meter: 4:11,25 min, 6. Juli 2023 in San Salvador